# WTA Japan Open Tennis Championships 2023
WTA Japan Open Tennis Championships 2023, oficiálně Kinoshita Group Japan Open Tennis Championships 2023, byl tenisový turnaj na ženském profesionálním okruhu WTA Tour hraný v Ucuboském tenisovém centru. Dvanáctý ročník Japan Open Tennis Championships probíhal mezi 11. až 17. zářím 2023 v japonské Ósace, do níž se vrátil po devíti letech. Turnaj se hrál premiérově od roku 2019, kdy se nejdříve nekonal kvůli pandemii covidu-19 a v roce 2022 pro nedostatek finančního zajištění.
Turnaj dotovaný 259 303 dolary patřil do kategorie WTA 250. Nejvýše nasazenou singlistkou se stala třicátá pátá tenistka světa Ču Lin z Číny, která skončila jako poražená finalistka. Poslední přímou účastnicí hlavní soutěže se stala její krajanka Jüan Jüe, figurující na 116. místě. V důsledku invaze Ruska na Ukrajinu na konci února 2022 řídící organizace tenisu ATP, WTA a ITF s grandslamy rozhodly, že ruští a běloruští tenisté mohli dále na okruzích startovat, ale do odvolání nikoli pod vlajkami Ruska a Běloruska.
První titul na okruhu WTA Tour vybojovala ve dvouhře 19letá Američanka Ashlyn Kruegerová a posunula se na nové žebříčkové maximum, 73. místo. Deblovou soutěž ovládly Němka Anna-Lena Friedsamová s Ukrajinkou Nadijou Kičenokovou, které získaly první párovou trofej.

## Rozdělení bodů a finančních odměn

### Rozdělení bodů
| Soutěž      | Soutěž      | vítězové | finalisté | semifinalisté | čtvrtfinalisté | 16 v kole | 32 v kole | Q  | Q2 | Q1 |
| ----------- | ----------- | -------- | --------- | ------------- | -------------- | --------- | --------- | -- | -- | -- |
| dvouhra žen | [ 2 ] [ 7 ] | 280      | 180       | 110           | 60             | 30        | 1         | 18 | 12 | 1  |
| čtyřhra žen | [ 8 ]       | 280      | 180       | 110           | 60             | 1         | —         | —  | —  | —  |

### Finanční odměny
| Soutěž                                | Soutěž      | vítězové | finalisté | semifinalisté | čtvrtfinalisté | 16 v kole | 32 v kole | Q2      | Q1      |
| ------------------------------------- | ----------- | -------- | --------- | ------------- | -------------- | --------- | --------- | ------- | ------- |
| dvouhra žen                           | [ 2 ] [ 7 ] | 34 228 $ | 20 226 $  | 11 276 $      | 6 418 $        | 3 920 $   | 2 804 $   | 2 075 $ | 1 340 $ |
| čtyřhra žen                           | [ 8 ]       | 12 447 $ | 7 000 $   | 4 020 $       | 2 400 $        | 1 848 $   | —         | —       | —       |
| částka ve čtyřhrách je uvedena na pár |             |          |           |               |                |           |           |         |         |

## Ženská dvouhra

### Nasazení
| Stát                           | Hráčka             | WTA | Nasazení |
| ------------------------------ | ------------------ | --- | -------- |
| Čína                           | Ču Lin             | 44. | 1.       |
| Německo                        | Tatjana Mariová    | 47. | 2.       |
| Čína                           | Wang Sin-jü        | 53. | 3.       |
| Česko                          | Linda Fruhvirtová  | 56. | 4.       |
| Argentina                      | Nadia Podoroská    | 70. | 5.       |
| Kazachstán                     | Julia Putincevová  | 78. | 6.       |
| Japonsko                       | Nao Hibinová       | 81. | 7.       |
| Ukrajina                       | Kateryna Baindlová | 83. | 8.       |
| Žebříček WTA ke 28. srpnu 2023 |                    |     |          |

### Jiné formy účasti
Následující hráčky obdržely divokou kartu do hlavní soutěže:
- Misaki Doiová
- Mai Hontamová
- Mojuka Učidžimová

Následující hráčky postoupily z kvalifikace:
- Alexandra Ealaová
- Arianne Hartonová
- Elizabeth Mandliková
- Ankita Rainová
- Himeno Sakacumeová
- Valeria Savinychová

### Odhlášení
před zahájením turnaje
- Tamara Korpatschová → nahradila ji  Viktorija Golubicová
- Peyton Stearnsová → nahradila ji  Ashlyn Kruegerová
- Lesja Curenková → nahradila ji  Panna Udvardyová

## Ženská čtyřhra

### Nasazení
| Stát                                                                          | Hráčka            | Stát               | Hráčka             | WTA  | Nasazení |
| ----------------------------------------------------------------------------- | ----------------- | ------------------ | ------------------ | ---- | -------- |
| Čínská Tchaj-pej                                                              | Latisha Chan      | Čína               | Ču Lin             | 127. | 1.       |
| Japonsko                                                                      | Eri Hozumiová     | Japonsko           | Makoto Ninomijová  | 143. | 2.       |
| Spojené království                                                            | Naiktha Bainsová  | Spojené království | Maia Lumsdenová    | 181. | 3.       |
| Spojené království                                                            | Alicia Barnettová | Spojené království | Olivia Nichollsová | 192. | 4.       |
| Žebříček WTA ke 28. srpnu 2023; číslo je součtem umístění obou členek dvojice |                   |                    |                    |      |          |

### Jiné formy účasti
Následující páry obdržely divokou kartu:
- Nacumi Kawagučiová /  Momoko Koboriová
- Juki Naitóová /  Mojuka Učidžimová

## Přehled finále

### Ženská dvouhra
- Ashlyn Kruegerová vs.  Ču Lin 6–3, 7–6(8–6)

### Ženská čtyřhra
- Anna-Lena Friedsamová /  Nadija Kičenoková vs.    Anna Kalinská /  Julia Putincevová 7–6(7–3), 6–3